# Sorthat-Muleby
Muleby ligger ca. 5 kilometer nord for Rønne og 3 kilometer syd for Hasle på Bornholms vestkyst, omkring 500 meter fra kysten. Byen har i alt 475 indbyggere  (2025). Som bindestregsnavnet Sorthat-Muleby antyder er to bebyggelser betegnet som én, officielt fra Stednavneudvalgets side er Sorthat bydel.
Byen er en del af Nyker Sogn.
Muleby kan primært ses som en satellitby til Rønne og Hasle. Der er en enkelt større arbejdsplads indenfor betonvarer, men derudover er der begrænset beskæftigelse i selve byen.
Den nu lukkede Hasle Klinkerfabrik ligger nord for byen omkring nedkørslen til stranden Levka.
Hvert år i uge 30 kommer det årlige etapeløb Etape Bornholm gennem bebyggelsen.